# ホッピー
ホッピー (Hoppy)は、ホッピービバレッジ（旧・コクカ飲料）が1948年（昭和23年）に発売した麦酒様清涼飲料水（炭酸飲料でビールテイスト飲料の一種）である。また、焼酎をこれで割った飲み物もホッピーと呼ぶ。
ホッピービバレッジは、飲料関連を主体とした「ホッピー」の登録商標（日本第1534522号ほか）を各種取得している。飲料関係以外の商品・区分では同社以外による取得もある。

## 概要
発売当時、ビールが高嶺の花だったことから、ビールの代用品の「焼酎割飲料」として爆発的に売れ、合計3度のブームが発生している。
2000年代後半以降も急速な販路規模拡大の意向は無く、関東圏を主体に地盤強化を築く展開を行うとしている。業務用と家庭用の比率は6対4と業務用が多くなっており、現在でも東京、特に京成電鉄沿線を中心とした下町および神奈川県横須賀市の大衆居酒屋では、定番の飲み物である。ミニコミ誌『酒とつまみ』の編集者・大竹聡によれば、中央本線の東京〜高尾間では全32駅すべての周辺にホッピーを扱う飲食店があるという。
その背景から「東京の味」「懐かしの味」「昭和の味」などといった情緒的な味覚表現が用いられることもあり、発泡系飲料のビール・発泡酒や焼酎割飲料のサワーにはない、ホッピー独特の味を作り出すための原材料と独自ノウハウを用いて製造されている。
黒ビールに相当する黒ホッピー・ホッピーブラックもあとから発売されている。
ビールに含まれるプリン体がないことや、ビタミン類・必須アミノ酸などの各種成分が含まれていることから、健康志向の焼酎の割り材とされている。他のリキュール類と相性が良く、様々な飲料スタイルに対応可能である。前述の飲料スタイルや健康志向も含め、業務用瓶のレトロなデザインがおしゃれ、苦味が少なく飲みやすい、好みのアルコール濃度に調整できるなどの理由により2000年代には女性の支持も広まりつつある。

### 名前の由来・ロゴ

#### 由来
創業者の石渡秀が「本物のホップを使った本物のノンビア」との意味をこめてホッビーと名付けようとしたが、発音しづらいためホッピーとなった。

#### ロゴ・ボトル
ホッピーのロゴは1967年（昭和42年）頃に社内公募で生まれた。ひとりの女性社員にデザイナーの夫がいて晩酌をしながらデザインを書き、その社員が応募したものが採用された。その後、1972年（昭和47年）にロゴが印刷されたオリジナルボトルが登場した。
ボトルのデザインはアメリカのビール瓶と形が似ている。昭和20年代にホッピーが売れ過ぎて当時貴重なガラス瓶が不足した際、赤坂の駐留軍兵士が常飲していたアメリカのビール瓶に注目、入手してホッピーのボトルに使用したことが由来となっている。

### 日本の酒税法上の扱い
ホッピーは、日本の旧酒税法時代に酒類製造免許を受けているため、工程中に製品アルコール濃度が1%を超過するなど、現在の酒税法では認められていない製法での製造が可能な唯一の飲料である。製品には0.8%のアルコール分が含まれているが1%未満のため、清涼飲料水の扱いとなっている。
この製法により1%未満ではあるがアルコールが含まれているため、飲用者の体質や飲用の本数によっては、呼気中のアルコール濃度が上昇し酒気帯び運転になる場合もある。この事は製造元の公式サイトでも告知されている。

## 歴史

### 研究開発〜誕生〜代用品人気
ビールが高級品だった大正時代末期に、代用品としての「ノンアルコールビール」（ノンビア）がブームとなった。ただ、技術や材料の不足で、質の悪い物が多く流通していた。当時赤坂でラムネ・サイダーなどの清涼飲料水製造販売「秀水舎」を営んでいた創業者の石渡秀に「ノンビアを作って欲しい」との要望が寄せられるようになった。しかし、石渡は質の良い「本物のノンビア」を作りたい一心から、製造に使用する材料が揃わずに開始することには難色を示していた。
1926年（大正15年）、長野県野沢に清涼飲料会社を設立し別工場を構えた際、その地に入手困難であったホップの栽培畑があるのを偶然発見。それにより材料の入手・確保に目処が立ったこともあり「本物のノンビアが作れる」とノンアルコールビールの研究開発に着手する。
昭和に入ると次第に戦時色が濃くなり、戦禍を逃れるために拠点を一度赤坂から野沢に移して開発を続けた。そして終戦・空襲を逃れた製造設備をそれと同時に野沢から赤坂に戻し、開発が完了していたホッピーの製造を開始し、1948年（昭和23年）7月15日に発売。発売当時、新橋で販売したところ、ビールが高嶺の花だったことから、焼酎をホッピーで割る飲み方が街で自然と生まれ、ビールの代用品の「焼酎割飲料」として爆発的に売れ「生よりうまいホッピービア」と言われることもあった。1956年（昭和31年）ホッピーの製造特許を取得。1960年（昭和35年）麦酒様清涼飲料水のもろみ製造免許を取得。

### 工場移転〜第一次全盛期
1970年（昭和45年）、ホッピーの製造をしている赤坂工場付近の都市開発が進んだため閉鎖。事業規模拡大、造設備装置の近代化、水質面などの理由から調布市に工場を移転した。その後、ドイツ産直輸入ホップの使用（1977年）などリニューアルを行い、昭和50年代に東京の街で再度大きな人気を得て1981年（昭和56年）には1日に20万本を売るまでに成長し、その時期の売り上げのピークを迎えた。しかし、1980年（昭和55年）に博水社が発売した柑橘系炭酸飲料「ハイサワー」が爆発的に売れ、焼酎の割り材の需要が柑橘系等の炭酸飲料に大きく移行していったことや他の商品に押され、ホッピーは長い低迷期に入る。

### 低迷期

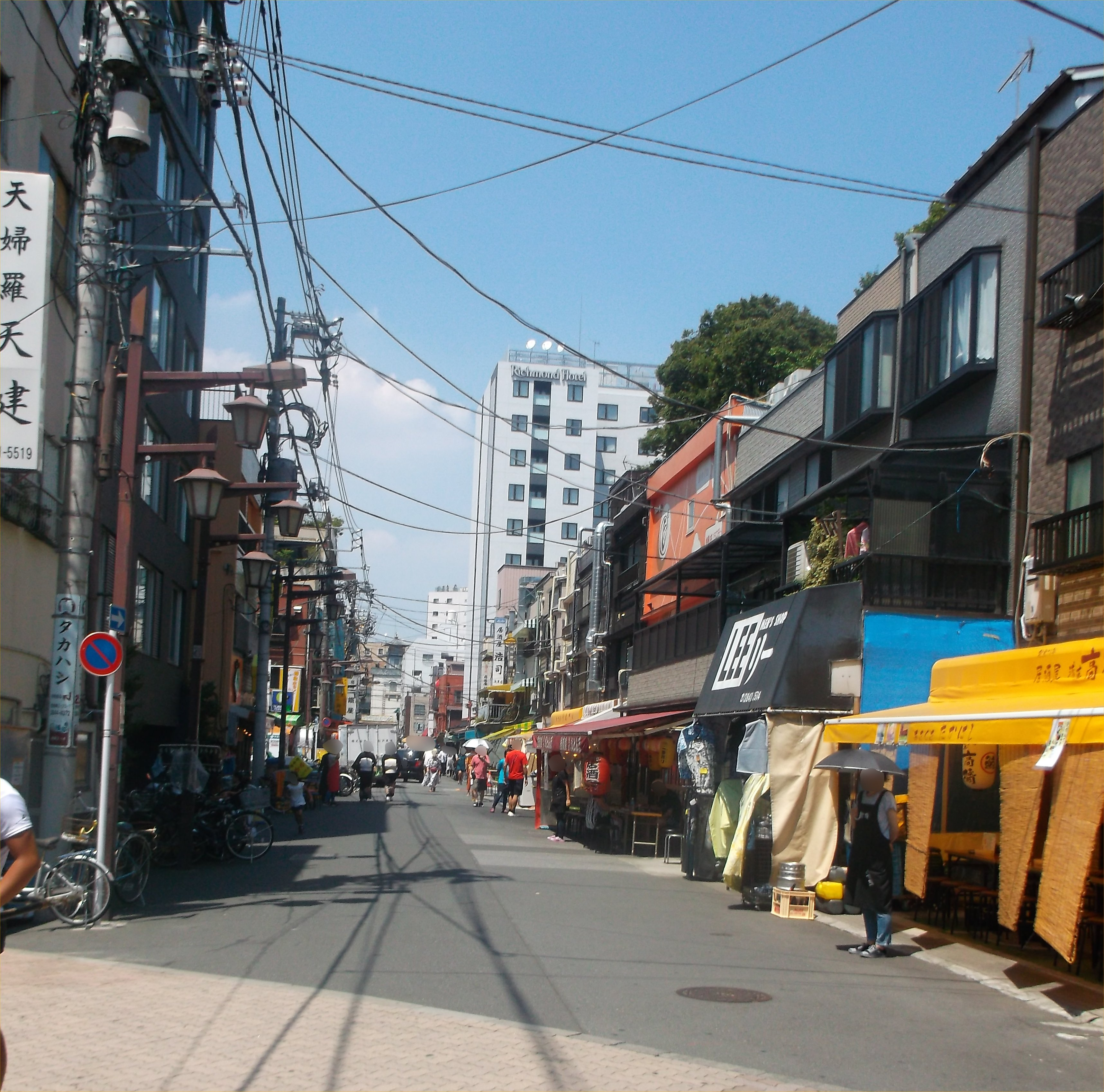
浅草公園六区にある「公園本通商店街」。通称「親不孝通り」、「ホッピー通り」や「煮込み通り」の愛称がある。昼間から多くの酒飲みで賑わう。

1980年代中盤、社長はホッピーが売れない状況は仕方がないと割り切り、原点である「品質へのこだわり」「品質向上」を掲げた。同社が持っていた技術や設備や酵母等が全体的に陳腐化していたため、大幅な刷新を図った。濾過機をビール製造仕様の本格的なタイプへ変更、麦芽やホップを煮沸して麦汁を取る機械の近代化（1985年）、大手ビールメーカーから優秀な技術者をスカウト、その技術者に酵母が衰退していることを指摘され、ドイツのミュンヘン大学にある何千種類の酵母のなかから、ホッピーに合ったものを購入（1985年）するなどの取り組みを行ったことにより、ホッピーの品質は向上した。しかし、そのような努力もホッピーの売上向上にはなかなかつながらず、ホッピーの低迷期は1990年代後半まで続き、その間はサワー用の炭酸飲料や1995年に製造販売を始めた地ビールが主軸となって同社を支えてきた。
1990年代中盤以降、同社は社名をコクカ飲料からホッピービバレッジに変更するなど、ブランドイメージを変えようとする試みを始めた。1998年に市場調査を行なったところ「ホッピー」ブランドの認知度は非常に高かったが、その反面若い世代から集まったイメージは非常に悪い結果が出た。そのマイナスのイメージを払拭するために、1999年に新商品企画、若い世代向けとして、あらかじめホッピーを焼酎で割って緑色のボトルに入れた「ホッピーハイ」を発売した。折りしも当時は低価格缶チューハイや発泡酒の人気が盛り上がってきた時期で、焼酎割り状態のホッピーが欲しいという客の声があったことから期待された。しかし、アルコール飲料として大手メーカーと競合する厳しい市場展開となってしまい、マーケティング戦略の甘さや企業規模的に巨額の宣伝費を掛けることができない事情から知名度も上がらず売上も大きく低迷、1,000万円の赤字を出し結果的にホッピーハイは失敗に終わった。

### 復調期〜現在
新商品に失敗した同社は、インターネットに着目した。1990年代後半にホッピーの非公式ファンサイトが誕生しており、また「ホッピーはどこで買えるのか」「ホッピーはどこで飲めるのか」という問い合わせがあり、ホッピーの潜在的需要があると感じ、低予算で効果が高い方法としてインターネットを活用した広告戦略を展開。1999年（平成11年）に、当時としては先進的なコーポレートサイト、ホッピービバレッジ公式サイトを開設した。これが『ワールドビジネスサテライト』や『タモリ倶楽部』で紹介され、さらに宣伝効果をあげた。
また創業者の3代目である石渡美奈（ホッピーミーナ）が、副社長に就任以降（2010年（平成22年）に社長に就任）、1990年代後半〜2000年代初盤に社内改革を行い、成果が出てきたこと、道路交通法改正による飲酒運転の厳罰化により、ノンアルコールビールが見直されたこと、低カロリー・低糖質・プリン体ゼロであることが健康志向に見合ったこと、2004年（平成18年）以降のレトロブーム、トラックの車体全体にホッピーの広告を表示した「ホピトラ」を、運送も兼ねて都心に走らせる広告戦略、ホッピーに対して新しいイメージが形成されたこと、などの要因や背景もあってホッピーの売上は回復、更に上昇し2003年（平成15年）以降、4年連続で過去最高の売上高を更新している。また、それまで東京近辺に留まっていた需要も、東京に赴任してホッピーに馴染んだ人やインターネットでの口コミ情報によって、近畿地方などその他の地方にも拡大しつつある。BS-TBSの番組『吉田類の酒場放浪記』では、吉田類がホッピーを飲む光景がしばしば放映されている。

## 商品

### 現行
飲食店向け（業務用）商品（リターナブルビン使用。関東圏の飲食店を中心に地方の飲食店や一部の酒類小売店・リカーショップなどでも流通。内容量はいずれも360ミリリットル）
- ホッピー （元祖ホッピー）
- 黒ホッピー （香ばしさの中に、苦みと甘みが調和する）

一般向け商品（ワンウェイボトル使用。内容量はいずれも330ミリリットル）
- ホッピー330 （中身はホッピーと同じ）
- ホッピーブラック （中身は黒ホッピーと同じ）
- 55ホッピー （ホッピー発売55周年を記念して作られた商品。通称「赤ホッピー」）

### 過去
- ホッピーハイ（1999年に発売された、あらかじめホッピーを焼酎で割って緑色のボトルに入れた商品）

## 飲み方

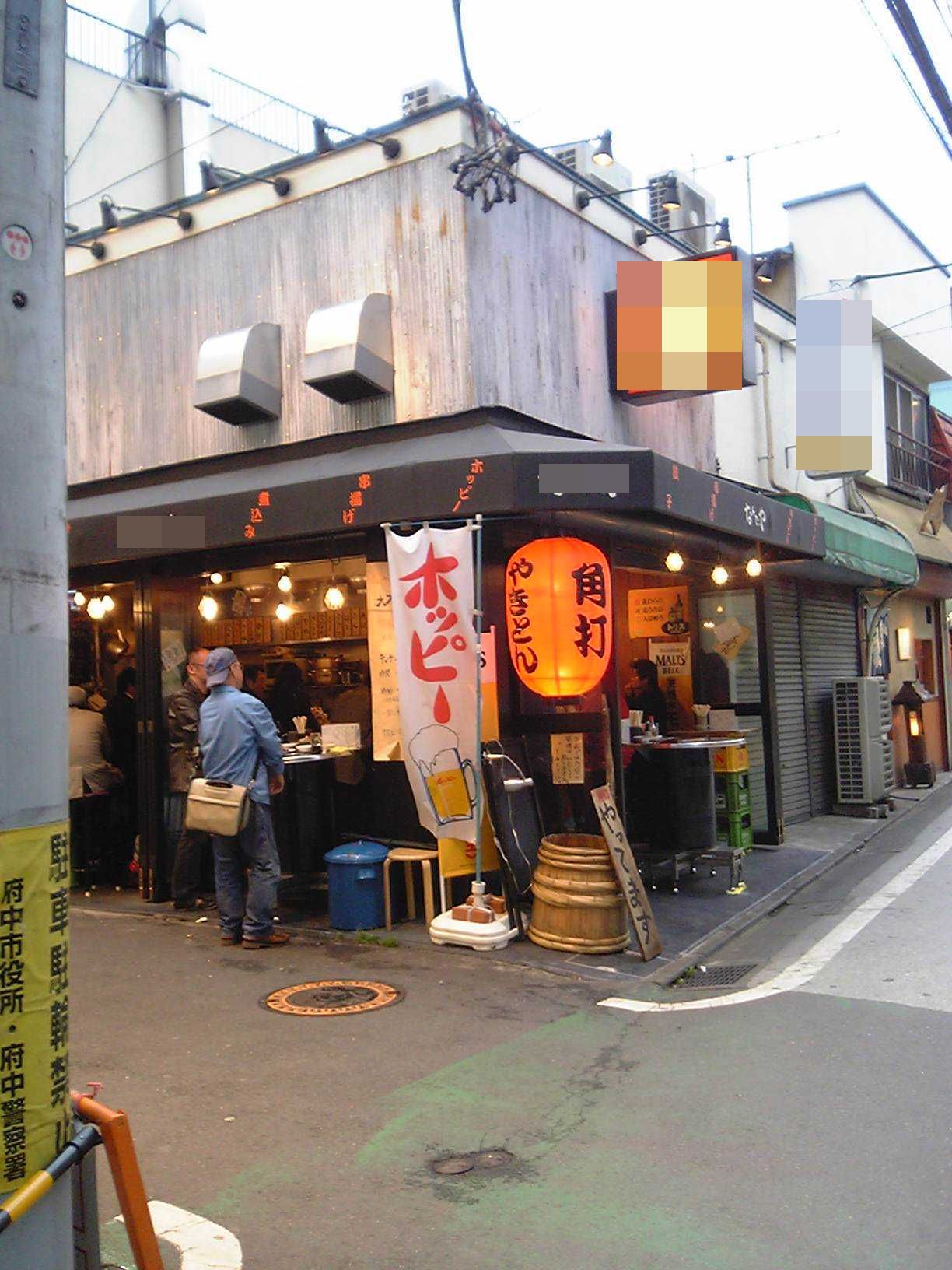
のぼり

アルコール度数25度の焼酎の110ccに対して、ホッピー1本で割ると、アルコール度数約7%の飲料ができる。店によっては、焼酎の分量が多いなどの理由で、アルコール度数が公式ウェブサイトで述べられている数値よりも高くなる場合がある。また焼酎に甲類焼酎を使用することは「美味しい飲み方」と紹介されている。
東京近郊の居酒屋や立ち飲み屋では、場合によっては焼酎を入れたグラスやジョッキと瓶入りのホッピーが提供され、客がグラスやジョッキにホッピーを注ぎ入れて飲むようになっている。その場合、焼酎を「ナカ」、ホッピーを「ソト」と呼ぶことがある。ホッピーが残っているといった場合に焼酎を追加注文する際には「ナカおかわり」と注文し、ホッピーを追加注文する際は「ソトおかわり」と注文する。なお、店によってはホッピーをサーバーで提供しており、その場合は「ナカ」や「ソト」という注文はできない。また、ホッピーに輪切りのレモンを浮かべる店や、シャーベット状に凍らせた焼酎を用いる店、焼酎の代わりにジン、ジョニー・ウォーカー（ウィスキー）、泡盛の古酒（クース）などを用いたり、ホッピーをベースに作ったカクテルを供する店も存在する。
テレビ朝日系『タモリ倶楽部』の2013年4月19日深夜放送分（テレビ朝日での放送日）では、「ホッピーの浮気相手を探そう!!」をテーマに焼酎以外でホッピーと相性のいい酒は何かを検証する企画が放送され、イタリア原産のレモンのリキュール「リモンチェッロ」が「浮気相手」に認定された。ちなみに、この回の収録場所となった居酒屋では、後にリモンチェッロを使用したホッピーがメニューに加えられた。
ホッピービバレッジの公式ウェブサイトには、以下のホッピーの飲み方が掲載されている。
- アルコール度数25度の甲類焼酎を使用する。（110ml使用）
- ホッピーと焼酎を冷蔵庫で、グラスあるいはジョッキを冷凍庫で冷やす。これを「三冷」と表現している。
- 焼酎、ホッピーの順で泡立つように注ぎ、かき混ぜない。
- 氷はホッピーの風味を悪くするため使用しない[23]。

他に以下の飲み方がある。
- そのまま飲む（ホッピーの場合[22]）。
- 冷やしてそのまま飲む（55ホッピーの場合[24]）。

ホッピーに使用する甲類焼酎として、三重県四日市市の宮崎本店「キンミヤ焼酎」が相性が良いとされている。これは昭和20年代、東京都内の飲食店向けにホッピーを販売していた酒類販売会社が、ホッピーと一緒の使用を勧めたことが由来とされ、2000年代以降も東京下町界隈でキンミヤ焼酎はその強さを維持している。またこの焼酎は呑兵衛漫画「ホロ酔い酒房」（長尾朋寿）で取り上げられている。

## 類似商品
同類のノンアルコール飲料（焼酎等の割り材）としてハイッピー（博水社）がある。ホッピーを意識して独自の特徴を推し出しており、ホップ入りや泡立ちのよさを強調していたり、ホッピーでは不要とされている氷の使用を推奨していたり、ホッピーにはないレモンテイスト味をメインとしている。
アイスランドでは、1989年までアルコール度数2.25%以上のビール販売が禁止されており、アルコール度数の低いビョールリキ（ビールのようなものの意味）が流通していた。愛飲家は、ビョールリキにウォッカなどを加えてアルコール度数を高めて飲んでいた。
2021年にアサヒビールがアルコール度数0.5 %のビアリーを発売して以降、同様の「微アルコール」と呼ばれるジャンルが形成されていっているが、微アルコール飲料はそのまま飲むことを前提としたものであり、割り材として使われるホッピーとは立ち位置が異なる。
また、2022年にサントリーから発売されたビアボールは、単体ではアルコール度数16度と、ホッピーと正反対の製品であるが、ビアボールは炭酸水で割って飲むことが念頭に置かれており、焼酎のホッピー割に通じるものがあるとも評されている。

## 割り材としての類似商品
- ハイサワー - 株式会社博水社
- バイス - 株式会社コダマ飲料
- ホイス - 有限会社ジィ・ティ・ユー
- アサヒシロップ - アサヒ飲料

## ホッピーハウス
東京都をはじめとする全国に点在する居酒屋。看板等に「ホッピーハウス〇号店」と記され、「生ホッピー」を提供する。